# U-Boot

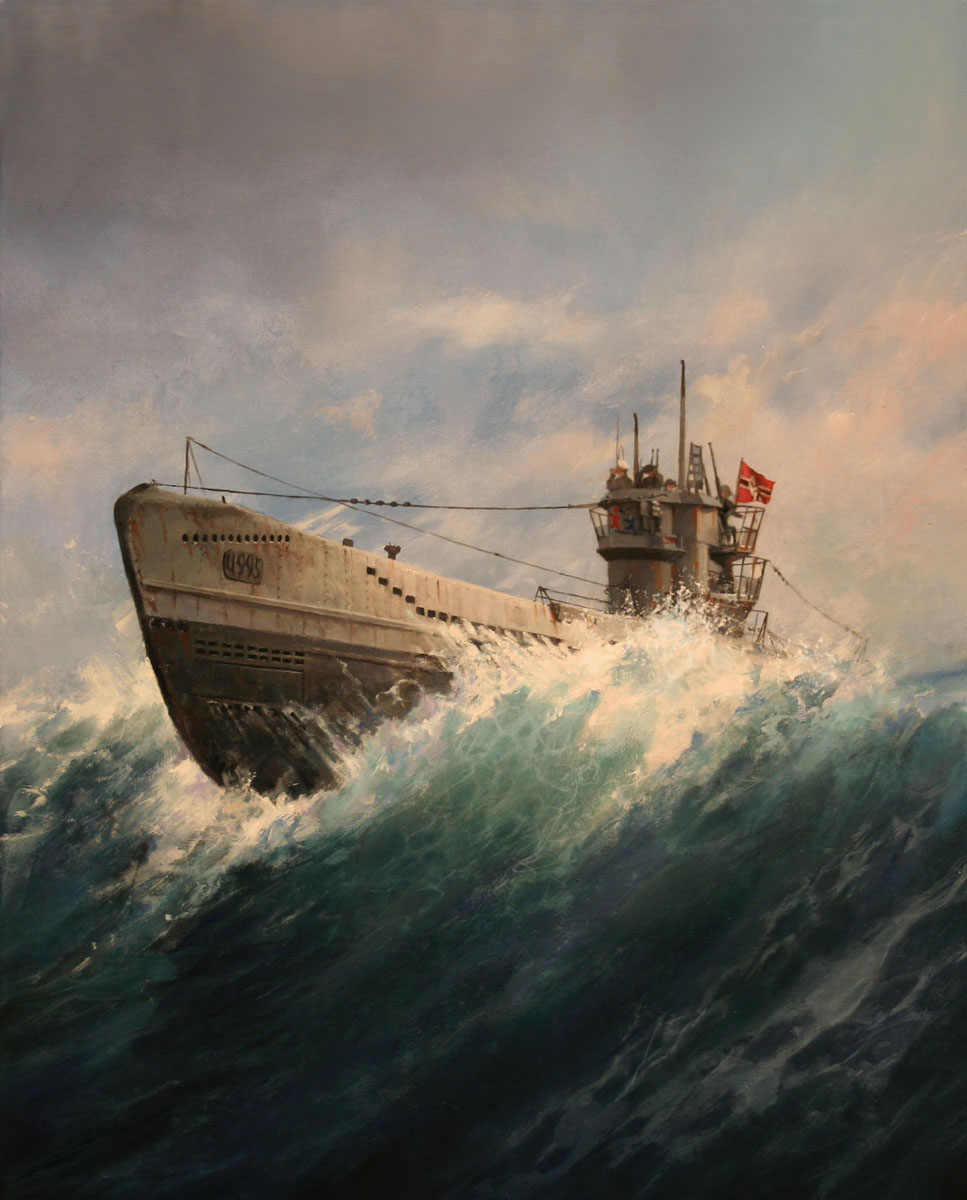
U-Boot, óleo de Augusto Ferrer-Dalmau.

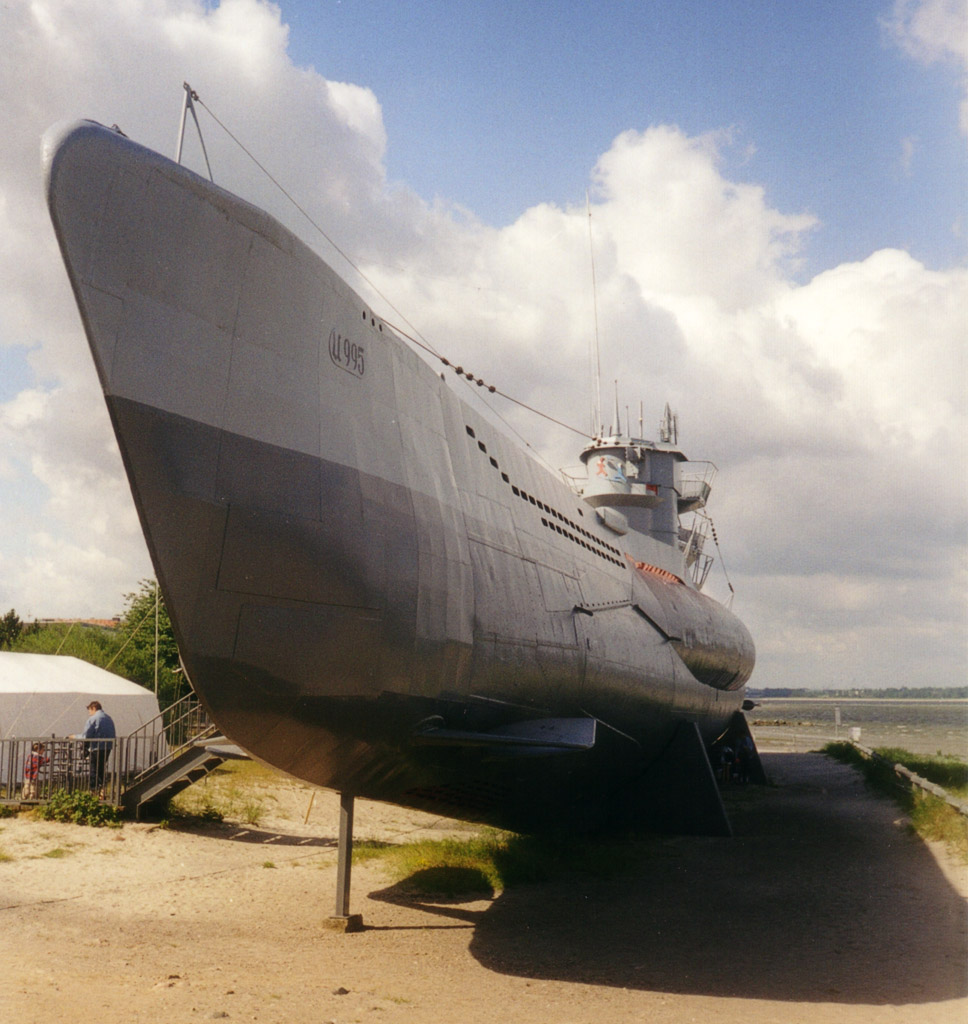
U-995, un típico U-boot que se conserva como buque museo.

U-Boot (en inglés y en otros idiomas U-boat), abreviatura del alemán Unterseeboot, «nave submarina», en plural U-Boote, es la denominación dada a los sumergibles y submarinos alemanes desde la Primera Guerra Mundial. El principal escenario donde actuaron fue el océano Atlántico y el mar del Norte y rara vez el océano Índico u océano Pacífico.
Mientras que el término alemán se refiere a cualquier submarino, el inglés (en común con varios otros idiomas) se refiere específicamente a los submarinos militares operados por Alemania, particularmente en la Primera y la Segunda Guerra Mundial. Aunque a veces eran armas navales eficientes contra buques de superficie enemigos, se utilizaron con mayor eficacia en una función de guerra económica (similar a incursiones "piratas" o "corsarios") y en la aplicación de un bloqueo naval contra otro país. Los objetivos principales de las campañas de submarinos en ambas guerras fueron los convoyes mercantes que traían suministros desde Canadá y otras partes del Imperio Británico, y desde los Estados Unidos al Reino Unido y (durante la Segunda Guerra Mundial) a la Unión Soviética y los territorios aliados en el Mediterráneo. Los submarinos alemanes también destruyeron los buques mercantes brasileños durante la Segunda Guerra Mundial, lo que provocó que Brasil declarara la guerra a Alemania e Italia el 22 de agosto de 1942.

## Primeros submarinos (1850-1914)

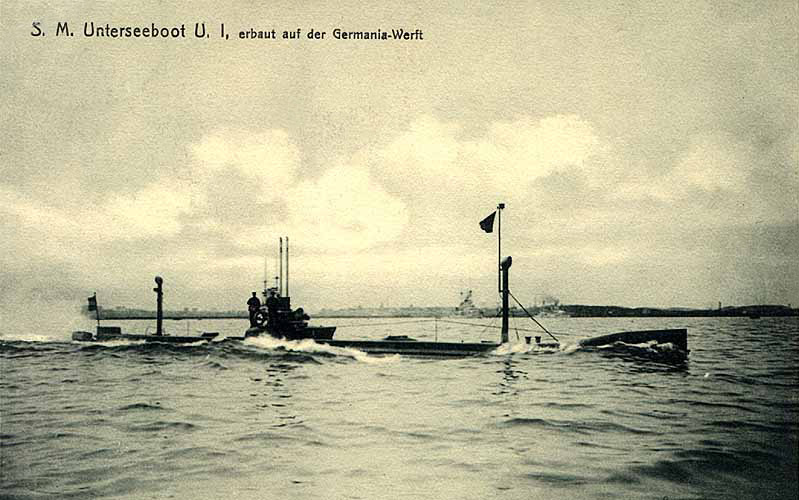
El primer submarino alemán, el SM U-1.

El primer submarino construido en  Alemania, el Brandtaucher de tres hombres, se hundió hasta el fondo del puerto de Kiel el 1 de febrero de 1851 durante una inmersión de prueba. El inventor e ingeniero Wilhelm Bauer había diseñado este recipiente en 1850, y Schweffel & Howaldt lo construyó en Kiel. Las operaciones de dragado en 1887 redescubrieron al Brandtaucher; más tarde fue levantado y puesto en exhibición histórica en Alemania.
Siguieron en 1890 los buques Nordenfelt I y Nordenfelt II, construidos con un diseño Nordenfelt. En 1903, el astillero Friedrich Krupp Germaniawerft en Kiel completó el primer submarino completamente funcional construido por Alemania, el Forelle, que Krupp vendió a Rusia durante la guerra Ruso-Japonesa en abril de 1904. El SM U-1 era completamente submarino de clase Karp rediseñado y solo se construyó uno. La Armada Imperial Alemana lo encargó el 14 de diciembre de 1906. Tenía un doble casco, un motor Körting de queroseno y un solo tubo de torpedo. El SM U-2 era un 50% más grande (encargado en 1908) y tenía dos tubos de torpedo. La clase U-19 de 1912-13 vio el primer motor diésel instalado en un barco de la marina alemana. Al comienzo de la Primera Guerra Mundial en 1914, Alemania tenía 48 submarinos de 13 clases en servicio o en construcción. Durante esa guerra, la Armada Imperial Alemana usó el SM U-1 para entrenamiento. Retirado en 1919, permanece en exhibición en el Deutsches Museum de Munich.

## Primera Guerra Mundial (1914-1918)

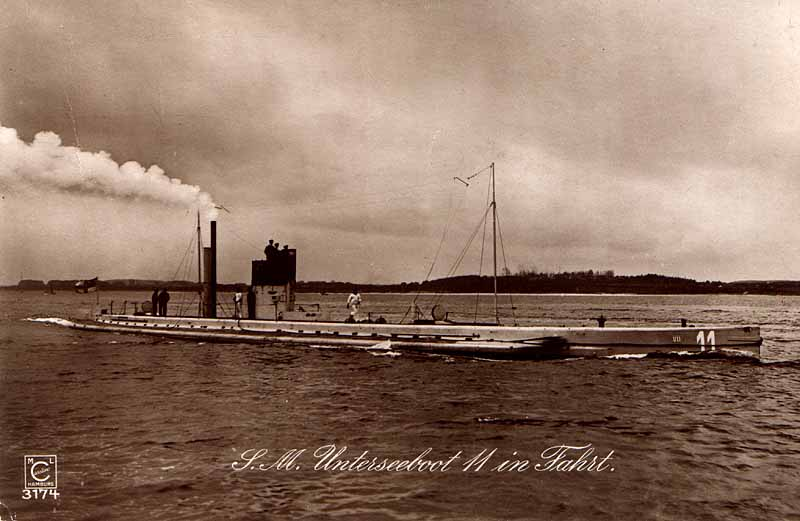
El submarino alemán SM U-11, mostrando el rastro de vapor de queroseno.

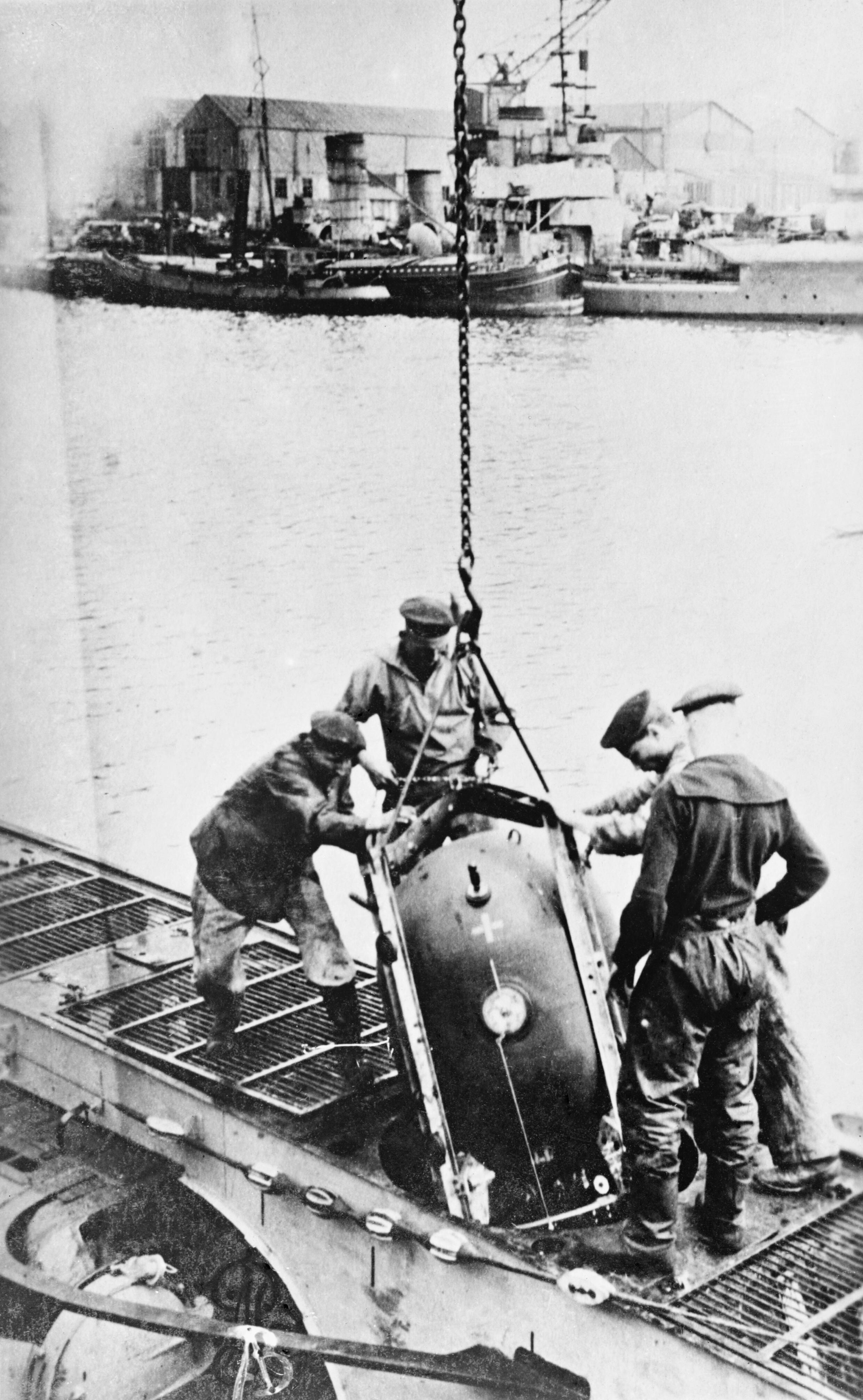
Carga de minas marinas en un submarino costero UC en el puerto de Zeebrugge.

El 5 de septiembre de 1914, el HMS Pathfinder fue hundido por el SM U-21, el primer barco hundido por un submarino utilizando un torpedo autopropulsado. El 22 de septiembre, el SM U-9 bajo el mando de Otto Weddigen hundió los obsoletos buques de guerra británicos HMS Aboukir, HMS Cressy y HMS Hogue (el llamado "Escuadrón de cebo vivo") en una sola hora.
En la campaña de Gallipoli a principios de 1915 en el Mediterráneo oriental, los submarinos alemanes, en particular el U-21, impidieron el apoyo cercano de las tropas aliadas por parte de 18 acorazados pre-Dreadnought al hundir dos de ellos.
Durante los primeros meses de la guerra, las acciones anti-comercio de los submarinos observaron las "reglas de premios" de la época, que regían el tratamiento de los barcos civiles enemigos y sus ocupantes. El 20 de octubre de 1914, el SM U-17 hundió el primer barco mercante, el SS Glitra, frente a Noruega. Los asaltantes del comercio de superficie estaban demostrando ser ineficaces, y el 4 de febrero de 1915, el Káiser aceptó la declaración de una zona de guerra en las aguas alrededor de las islas británicas. Esto fue citado como una represalia por los campos de minas y los bloqueos marítimos británicos. Bajo las instrucciones dadas a los capitanes de los submarinos, podrían hundir barcos mercantes, incluso potencialmente neutrales, sin previo aviso.
En febrero de 1915, un submarino tipo U-6 (Lepsius) fue embestido y ambos periscopios fueron destruidos en Beachy Head por el minero SS Thordis comandado por el capitán John Bell RNR después de disparar un torpedo. El 7 de mayo de 1915, el SM U-20 hundió el transatlántico RMS Lusitania. El hundimiento cobró 1.198 vidas, 128 de ellas civiles estadounidenses, y el ataque de este barco civil desarmado conmocionó profundamente a los aliados. Según el manifiesto del barco, el Lusitania transportaba cargamento militar, aunque ninguna de esta información fue transmitida a los ciudadanos del Reino Unido y Estados Unidos, quienes pensaron que el barco no contenía munición ni armamento militar alguno y que era un acto de brutal asesinato. Las municiones que llevaba eran miles de cajas llenas de municiones para rifles, proyectiles de artillería de 3 pulgadas y también varias otras municiones estándar utilizadas por la infantería. El hundimiento del Lusitania fue ampliamente utilizado como propaganda contra el Imperio Alemán y provocó un mayor apoyo al esfuerzo bélico. No se vio una reacción generalizada en los Estados Unidos hasta el ataque al ferry SS Sussex que transportaba a muchos ciudadanos de los Estados Unidos de América.
La respuesta inicial de Estados Unidos fue amenazar con romper los lazos diplomáticos, lo que persuadió a los alemanes de emitir el compromiso de Sussex que reimpuso restricciones a la actividad de los submarinos. Estados Unidos reiteró sus objeciones a la guerra submarina alemana cada vez que los civiles estadounidenses murieron como resultado de los ataques alemanes, lo que llevó a los alemanes a volver a aplicar completamente las reglas del premio. Esto, sin embargo, eliminó la eficacia de la flota de submarinos y, en consecuencia, los alemanes buscaron una acción de superficie decisiva, una estrategia que culminó en la Batalla de Jutlandia.
Aunque los alemanes reclamaron la victoria en Jutlandia, la Gran Flota británica mantuvo el control en el mar. Era necesario volver a la guerra efectiva contra el comercio de los submarinos. El vicealmirante Reinhard Scheer, comandante en jefe de la Flota de Alta Mar , presionó por una guerra total entre submarinos, convencido de que una alta tasa de pérdidas marítimas obligaría al Reino Unido a buscar una paz temprana antes de que Estados Unidos pudiera reaccionar con eficacia.

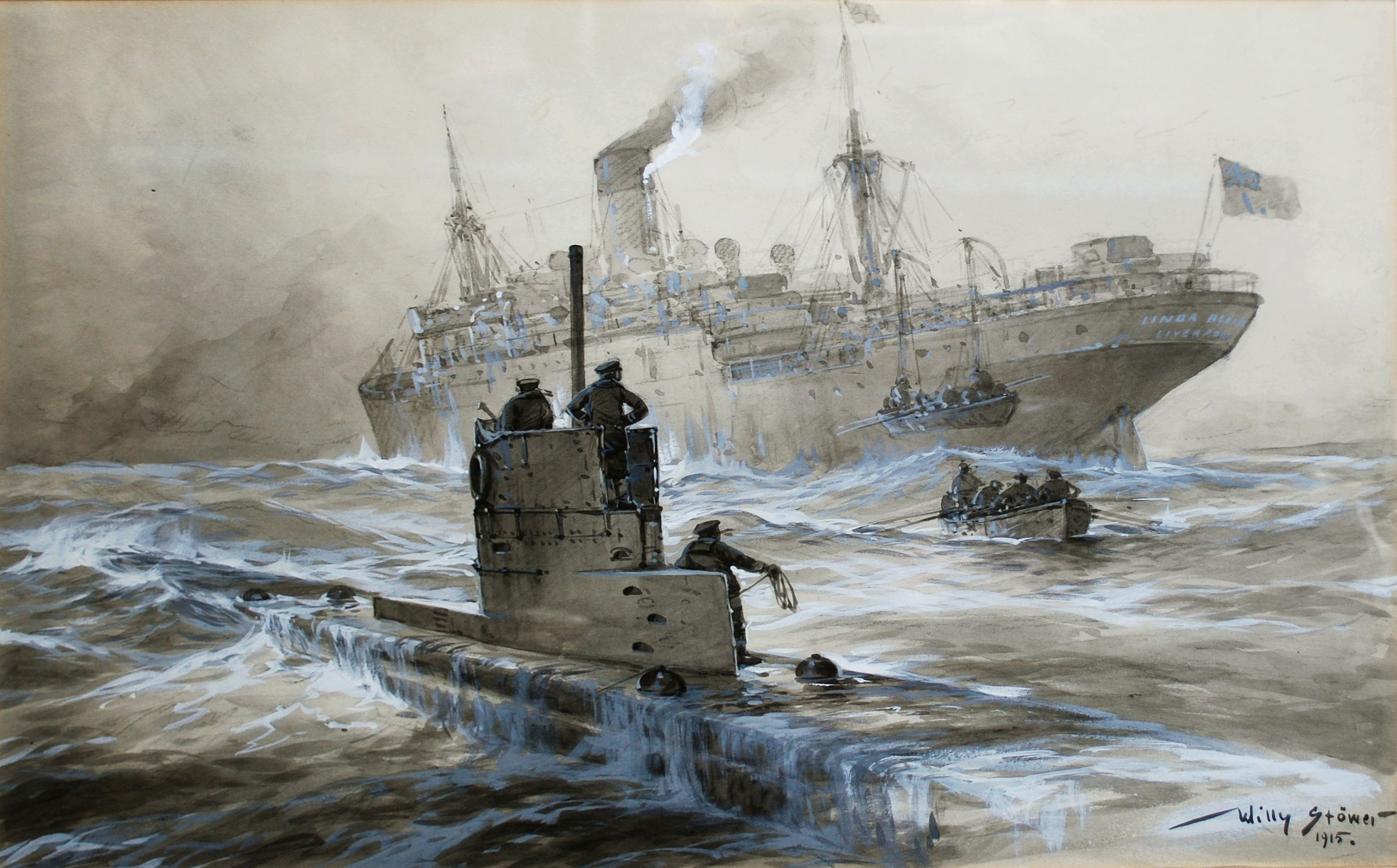
Hundimiento del Linda Blanche fuera de Liverpool por el SM U-21 (Willy Stöwer).

La renovada campaña alemana fue efectiva, hundiendo 1,4 millones de toneladas de transporte marítimo entre octubre de 1916 y enero de 1917. A pesar de esto, la situación política exigió una presión aún mayor, y el 31 de enero de 1917, Alemania anunció que sus submarinos se involucrarían en una guerra submarina sin restricciones a partir del 1 de febrero. El 17 de marzo, los submarinos alemanes hundieron tres buques mercantes estadounidenses y Estados Unidos declaró la guerra a Alemania en abril de 1917.
La guerra submarina sin restricciones a principios de 1917 fue inicialmente muy exitosa, hundiendo una parte importante de la navegación con destino al Reino Unido. Con la introducción de los convoyes escoltados, las pérdidas de envío disminuyeron y, al final, la estrategia alemana no logró destruir suficientes buques aliados. Un armisticio entró en vigor el 11 de noviembre de 1918. De los submarinos alemanes supervivientes, 14 submarinos fueron hundidos y 122 se rindieron.
De los 373 submarinos alemanes que se habían construido, 178 se perdieron por acción enemiga. De estos 41 fueron hundidos por las minas, 30 por cargas de profundidad y 13 por Buques-Q. Murieron 515 oficiales y 4.894 soldados. Hundieron 10 acorazados, 18 cruceros y varios buques de guerra más pequeños. Además, destruyeron 5.708 buques mercantes y pesqueros por un total de 11.108.865 toneladas y la pérdida de unos 15.000 marineros. El Pour le Mérite, la más alta condecoración por la galantería de los oficiales, fue otorgada a 29 comandantes de submarinos. Doce tripulantes de submarinos fueron condecorados con el Goldene Militär-Verdienst-Kreuz , el premio a la valentía más alto para suboficiales y soldados. Los comandantes de submarinos más exitosos de la Primera Guerra Mundial fueron Lothar von Arnauld de la Perière (189 buques mercantes y dos cañoneras con 446,708 toneladas), seguido por Walter Forstmann (149 barcos con 391.607 toneladas) y Max Valentiner (144 barcos con 299.482 montones). [13] Sus récords no han sido superados en ningún conflicto posterior.

### Clases
Embarcaciones Körting a queroseno

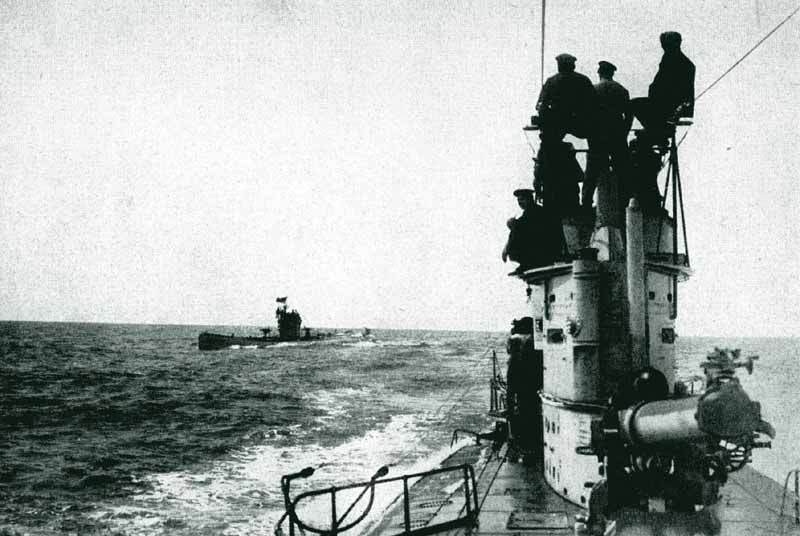
SM U-52 y SM U-35 navegando en 1916.

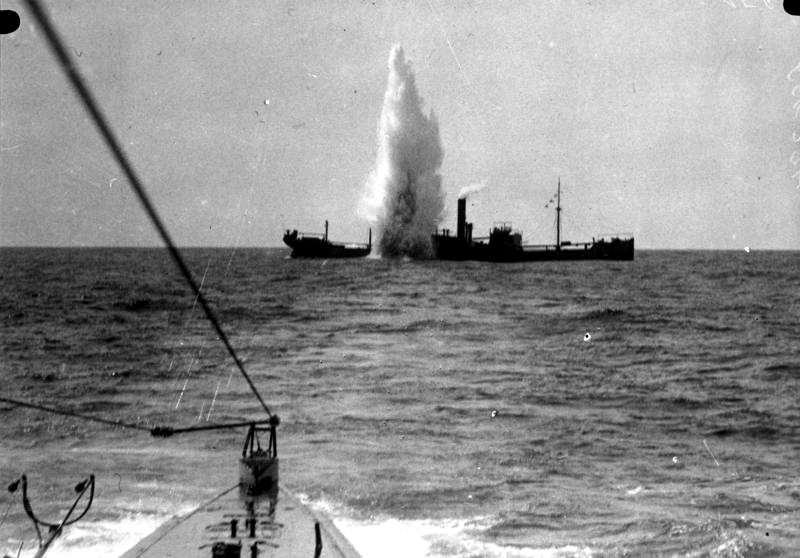
El navío mercante inglés SS Maplewood siendo torpedeado por el SM U-35 (7 de abril de 1917).

- Tipo U 1, Tipo U 2, Tipo U 3, Tipo U 5, Tipo U 9, Tipo U 13, Tipo U 16, Tipo U 17,

Barcos diésel Mittel-U MAN
- Tipo U 19, Tipo U 23, Tipo U 27, Tipo U 31, Tipo U 43, Tipo U 51, Tipo U 57, Tipo U 63, Tipo U 66, Tipo Mittel U,

U-Cruisers y U-boats mercantes
- Tipo U 139, Tipo U 142, Tipo U 151, Tipo UD 1,

Embarcaciones costeras de ataque con torpedos UB
- Tipo UB I, Tipo UB II, Tipo UB III, Tipo UF, Tipo UG

Minadores costeros de UC
- Tipo UC I, Tipo UC II, Tipo UC III

Minadoras oceánicas UE
- Tipo UE I, Tipo UE II

### Rendición de la flota
Según los términos del armisticio, todos los submarinos debían rendirse inmediatamente. Aquellos en aguas nacionales navegaron a la base de submarinos británicos en Harwich. Todo el proceso se realizó rápidamente y, en general, sin dificultad, después de lo cual se estudiaron los buques, luego se desguazaron o se entregaron a las armadas aliadas. Stephen King-Hall escribió un relato detallado de un testigo ocular de la rendición.

## Años de entreguerras (1919-1939)

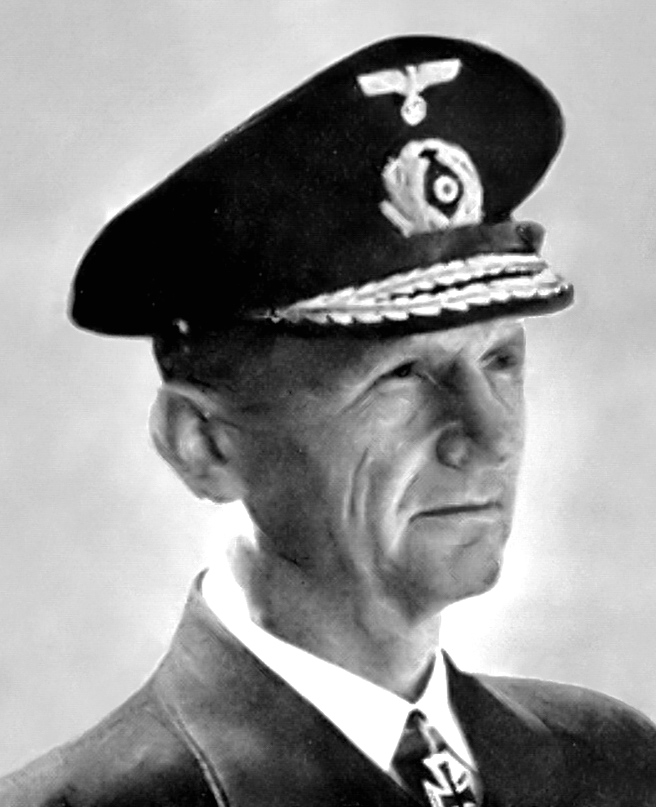
Gran almirante Karl Dönitz

Si bien se ha señalado que la historia de la U-Bootswaffe («Arma submarina») está íntimamente ligada a Karl Dönitz, considerado prácticamente el creador de la fuerza de submarinos de la Alemania de la posguerra en 1919, debe tenerse en cuenta que, en realidad, Dönitz no logró influir en la producción y botaduras de los sumergibles hasta mucho después del inicio de la conflagración en 1939.
No obstante, su figura es transcendental si de submarinos se trata. Luego de la Primera Guerra Mundial, Karl Dönitz ocupó una de las 1500 plazas de oficial que el Tratado de Versalles permitía a la República de Weimar; su ingreso en la marina de guerra se debió a los excelentes antecedentes que había mostrado durante la Gran Guerra. Se había iniciado como observador de vuelo en la rama aérea naval y pronto se convirtió en comandante de una escuadrilla de hidroaviones. En 1916 ya tenía un submarino a su mando. En 1918 fue capturado cuando emergió, por múltiples fallos del submarino, en medio de una escuadrilla de destructores enemigos e internado en un campo de prisioneros hasta el fin de la guerra.
En 1919 se dedicó a la tarea de reconstruir la flota de submarinos junto con Otto Schultze. Dönitz, al mando de una torpedera, ayudó a reclutar a los futuros tripulantes de los submarinos y a planificar en los Países Bajos su construcción en secreto para soslayar lo estipulado en el Tratado de Versalles. En 1923 fue adscrito al Estado Mayor en Kiel como consultor de métodos de caza submarina, donde formó equipo con Erich Raeder y Wilhelm Canaris.
El Alto Mando de la Marina ya había completado los planes en 1932 para reanudar la construcción de submarinos; de hecho, las piezas de ensamblaje de los nueve primeros submarinos se produjeron en los Países Bajos, España y Finlandia, a los que se les denominó, como sus antecesores, clase "U". El U-1 fue botado el 18 de junio de 1935, y las siguientes unidades a partir de septiembre del mismo año. Dönitz ayudó a crear la escuela de submarinistas, donde las tripulaciones y sus comandantes eran sometidos a duras pruebas antes de disparar un verdadero torpedo. Dönitz inculcaba a las tripulaciones que: "El submarino es esencialmente un arma de ataque". En 1936, se enviaron dos submarinos al Mediterráneo en la Operación Úrsula tanto para apoyar a las tropas sublevadas en la guerra civil española, como para el propio entrenamiento de las dotaciones, hundiendo el U 34 al submarino republicano C-3 frente a Málaga el 12 de diciembre de 1936.
Dönitz introdujo en 1936 la táctica de la Manada de lobos (en alemán, Rudeltaktik). Aunque estas innovaciones y otras no fueron bien recibidas en un comienzo por el Alto Mando OKW (Oberkomando der Wehrmacht), al fin logró la aprobación en 1937. Hasta el inicio de la guerra entre el Reino Unido y Alemania, el arma submarina no se consideraba como una fuerza de peso en la guerra naval; sin embargo, la situación cambió más adelante cuando se vieron los resultados de la larga gestión de Dönitz.
Al estallar la Segunda Guerra Mundial en septiembre de 1939, la Kriegsmarine no estaba preparada para combatir a las fuerzas navales aliadas. A diferencia de los otros armamentos del ejército alemán, el plan naval de construcciones llamado PLAN-Z solo había empezado unos pocos meses antes. Por lo tanto, el número y la fuerza de los barcos disponibles no eran los adecuados para las necesidades de una guerra mayor.
En los años anteriores a la guerra, la Kriegsmarine no creyó en la posibilidad de ninguna confrontación militar en el futuro próximo con el Reino Unido; al igual que en la Primera Guerra Mundial, los alemanes veían a Polonia y Francia como los enemigos posibles, y la construcción naval fue orientada para hacerles frente. No se creyó posible una confrontación mayor en el mar antes de 1940, una vez que el PLAN-Z se hubiera completado. Cuando se mostró obvio que la tensión con el Reino Unido empezaba a subir en 1938, el temor de una confrontación militar con los británicos causó la aceleración del programa de construcciones navales. Pero aun así, la Kriegsmarine creyó que la posibilidad de una guerra con el Reino Unido tardaría todavía.

### Plan Z

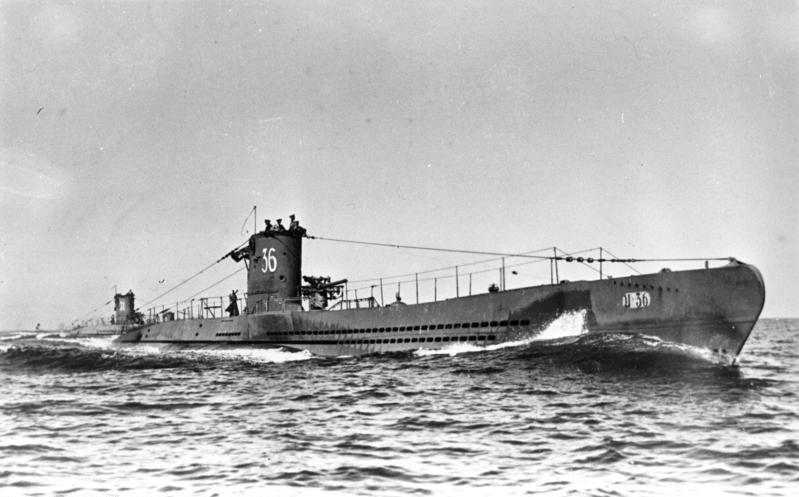
U-36 en el año 1936.

El Plan Z fue el programa de construcciones navales de la Kriegsmarine anterior a la Segunda Guerra Mundial. A mediados de la década de 1930, en los altos mandos alemanes se discutió sobre la clase de programa a escoger. Hubo dos opiniones en ese entonces. La primera alternativa de los altos mandos navales alemanes enfocaba la construcción de una gran flota submarina y una pequeña flota de buques de superficie para la protección de la costa; este plan —que basaba la potencia de la Kriegsmarine en los submarinos— era el preferido por los altos mandos. La segunda alternativa preveía una flota combinada de buques de superficie y una flota más pequeña de submarinos, a semejanza de la ex Kaiserliche Marine y parecida a la de la marina británica.
Al plan de construcciones navales que se escogió, con modificaciones, se le denominó Plan Z. Según este plan, la Kriegsmarine alemana debía contar con cerca de 800 unidades, entre ellas 13 acorazados y cruceros de batalla, 4 portaaviones, 15 cruceros pesados (Panzerschiffe), 23 cruceros ligeros y 22 destructores grandes (Spähkreuzer), así como varias naves pequeñas. Dichas naves debían construirse entre 1939 y 1946 y ampliarse el personal de la Kriegsmarine a 201 000 miembros, a un costo de 33 000 000 000 Reichsmarks.  Este proyecto nunca se hizo realidad, debido a que, por un lado nunca se contó con los recursos que requería el ambicioso plan y, por otro, no iba a pasar desapercibido el programa de construcciones a las otras naciones europeas.
La ejecución del Plan Z comenzó el 29 de enero de 1939 con la construcción de dos acorazados de la Clase H. Pero solo ocho meses después, Alemania atacó a Polonia y se paralizaron todos los trabajos que seguían el Plan Z, a causa de los cambios impuestos por la guerra contra Polonia. En los siguientes meses se abandonaron todas la naves incompletas del citado plan y el material fue usado para la construcción masiva de sumergibles.

## Segunda Guerra Mundial (1939-1945)

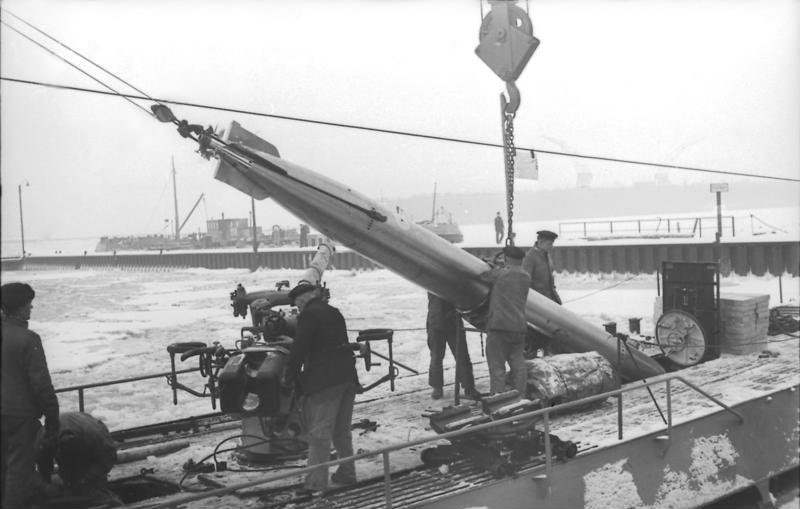
Un torpedo se carga en un U-Boot a través de una escotilla de torpedos.

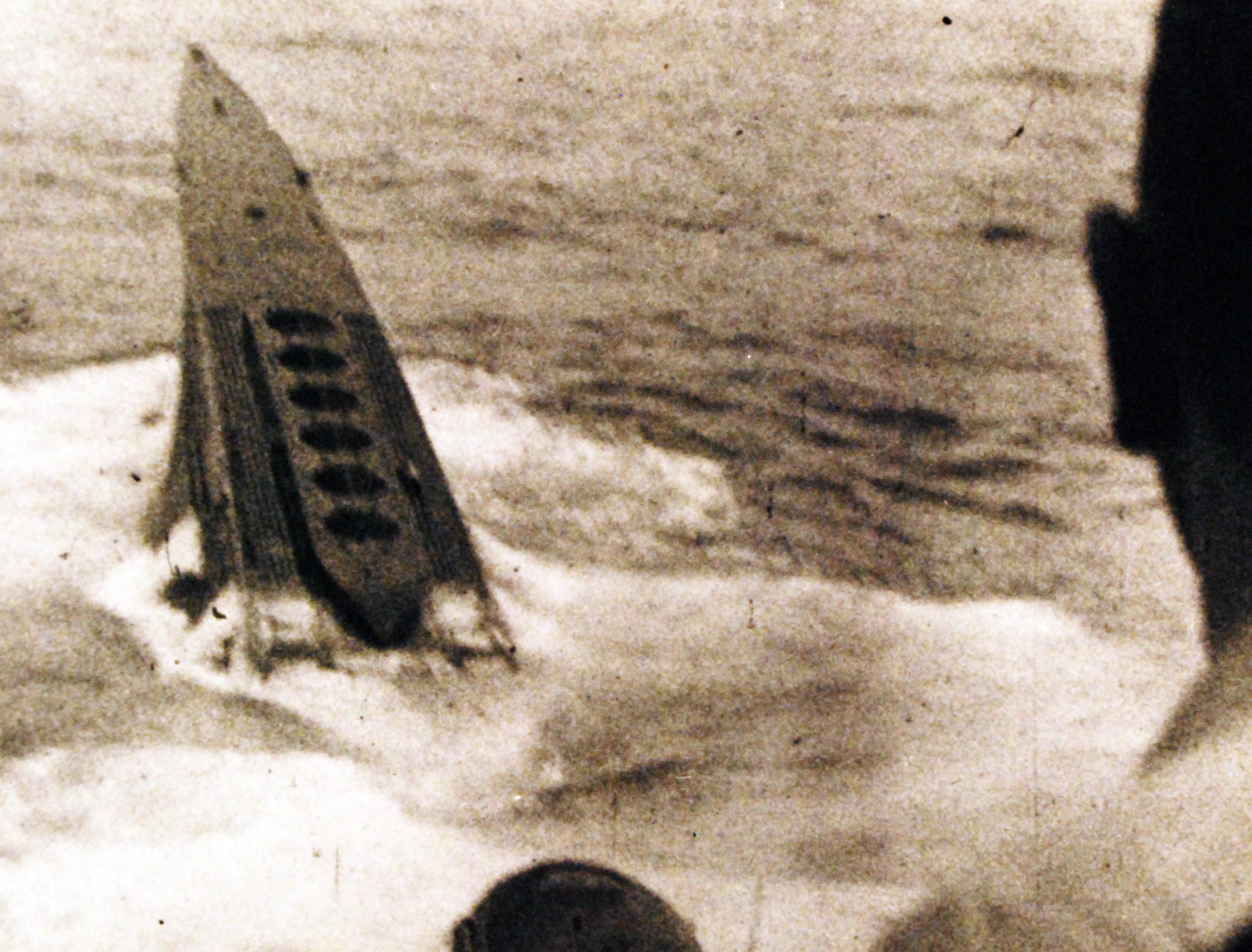
El submarino U-233 de tipo XB hundiéndose en el Atlántico. En la cubierta de proa se ven los pozos de minas verticales.

Durante la Segunda Guerra Mundial, la guerra de submarinos fue el componente principal de la Batalla del Atlántico, que comenzó en 1939 y terminó con la rendición de Alemania en 1945. El armisticio del 11 de noviembre de 1918 que puso fin a la Primera Guerra Mundial había hundido a la mayoría de los antiguos submarinos de la armada imperial alemana. La Armada y el posterior Tratado de Versalles de 1919 limitaron la marina de superficie de la nueva República de Weimar de Alemania a solo seis acorazados (de menos de 10 000 toneladas cada uno), seis cruceros y 12 destructores. Para compensar, la nueva armada alemana, la Kriegsmarine , desarrolló la flota de submarinos más grande de la Segunda Guerra Mundial. El primer ministro británico, Winston Churchill, escribió más tarde: "Lo único que realmente me asustó durante la guerra fue el peligro de los submarinos".
Al comienzo de la Segunda Guerra Mundial, el 1 de septiembre de 1939, la Kriegsmarine tenía 57 submarinos y la mayoría de ellos no podían operar en el Atlántico. El Plan Z preveía la construcción de 250 sumergibles, pero no con el hecho de que Alemania entrase en la guerra con un número mucho menor de sumergibles que los aliados. En los seis años siguientes se construyeron 1100 unidades, que fueron una amenaza constante para el Reino Unido en todo el transcurso de la guerra.
El arma submarina estuvo en crisis en 1939 debido a una serie de incidentes que marcaron la desconfianza del OKW en Dönitz. El primer barco hundido por un sumergible alemán, el U 30, fue el trasatlántico Athenia, que generó un incidente, pues en el paquebote iban 300 civiles estadounidenses e hizo recordar el caso del Lusitania en 1915.
El U-39, al atacar al portaaviones británico HMS Ark Royal, tuvo un grave fallo en el sistema de torpedos, que delataron su posición, resultando hundido por la escolta del portaaviones. Dönitz presentó la dimisión a su cargo, pero le fue rechazada. Cuando esto ocurría en Alemania, el U-29 sorprendió y hundió en alta mar al portaaviones HMS Courageous.
El momento decisivo del cambio en las operaciones navales lo dio el U-47 con el hundimiento del HMS Royal Oak en Scapa Flow al mando de Günther Prien, el 13 de octubre de 1939. Adolf Hitler dio su entero respaldo al arma submarina y a Karl Dönitz. De ahí en adelante y por un periodo de dos años, el arma submarina cosecharía solo éxitos y causaría dolores de cabeza a la Royal Navy.

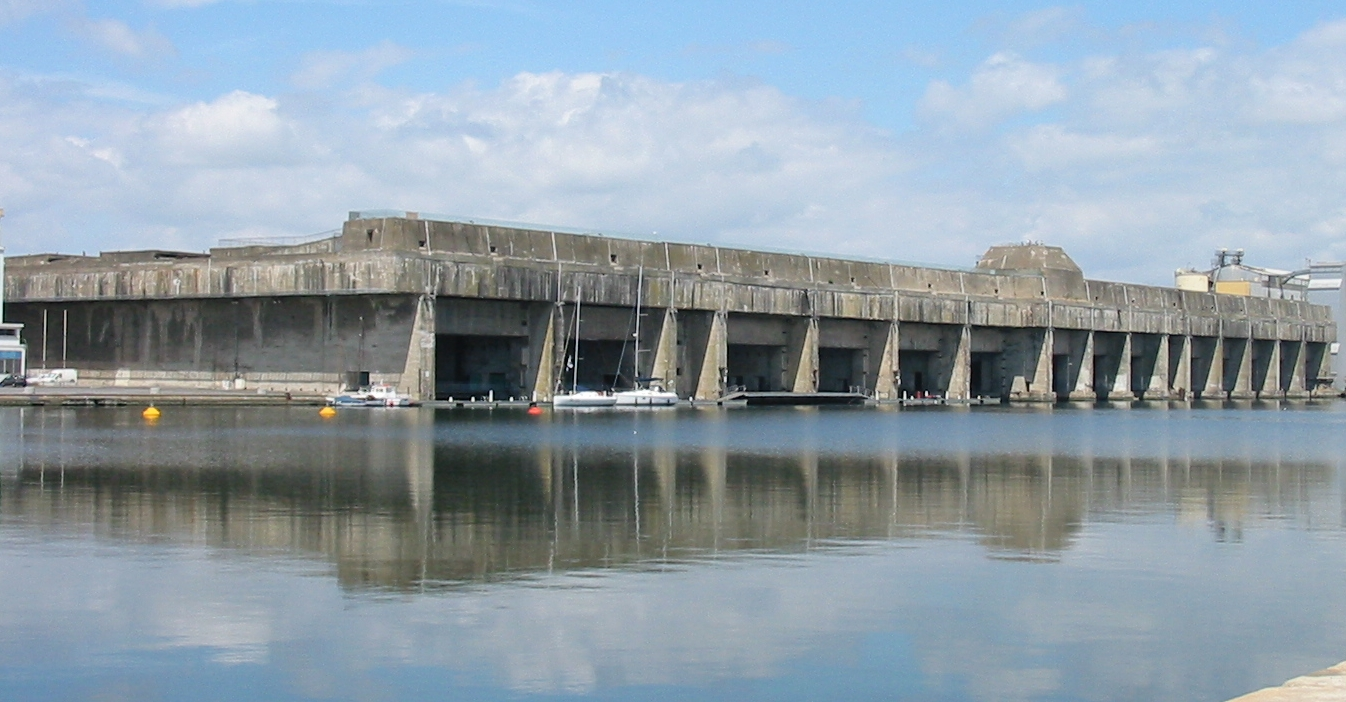
Muelles de los submarinos alemanes en Saint-Nazaire, Francia ocupada.

En las primeras etapas de la guerra, los submarinos fueron extremadamente efectivos en la destrucción de la navegación aliada debido a la gran brecha en la cobertura aérea del Atlántico medio. El comercio transatlántico de suministros de guerra y alimentos fue amplio y fundamental para la supervivencia del Reino Unido. La acción continua que rodea al transporte marítimo británico se conoció como la Batalla del Atlántico, ya que los británicos desarrollaron defensas técnicas como ASDIC y el radar, y los submarinos alemanes respondieron cazando en lo que se denominó "manadas de lobos", por la que varios submarinos permanecerían juntos, haciéndoles más fácil hundir un objetivo específico. La situación vulnerable del transporte marítimo del Reino Unido existió hasta 1942, cuando las mareas cambiaron cuando la marina mercante y la marina de Estados Unidos entraron en la guerra, aumentando drásticamente la cantidad de tonelaje de suministros enviados a través del Atlántico. La combinación de un mayor tonelaje y una mayor protección naval de los convoyes marítimos hizo mucho más difícil que los submarinos hicieran una mella significativa en el transporte marítimo británico. Una vez que Estados Unidos entró en la guerra, los submarinos iban desde la costa atlántica de los Estados Unidos y Canadá al Golfo de México, y desde el Ártico hacia el oeste y el sur de las costas africanas e incluso lugares tan lejanos como Penang. El ejército de Estados Unidos estaba comprometido en diversas tácticas contra las incursiones alemanas en América; estos incluían la vigilancia militar de naciones extranjeras en América Latina, particularmente en el Caribe, para disuadir a los gobiernos locales de entregar suministros a los submarinos alemanes.

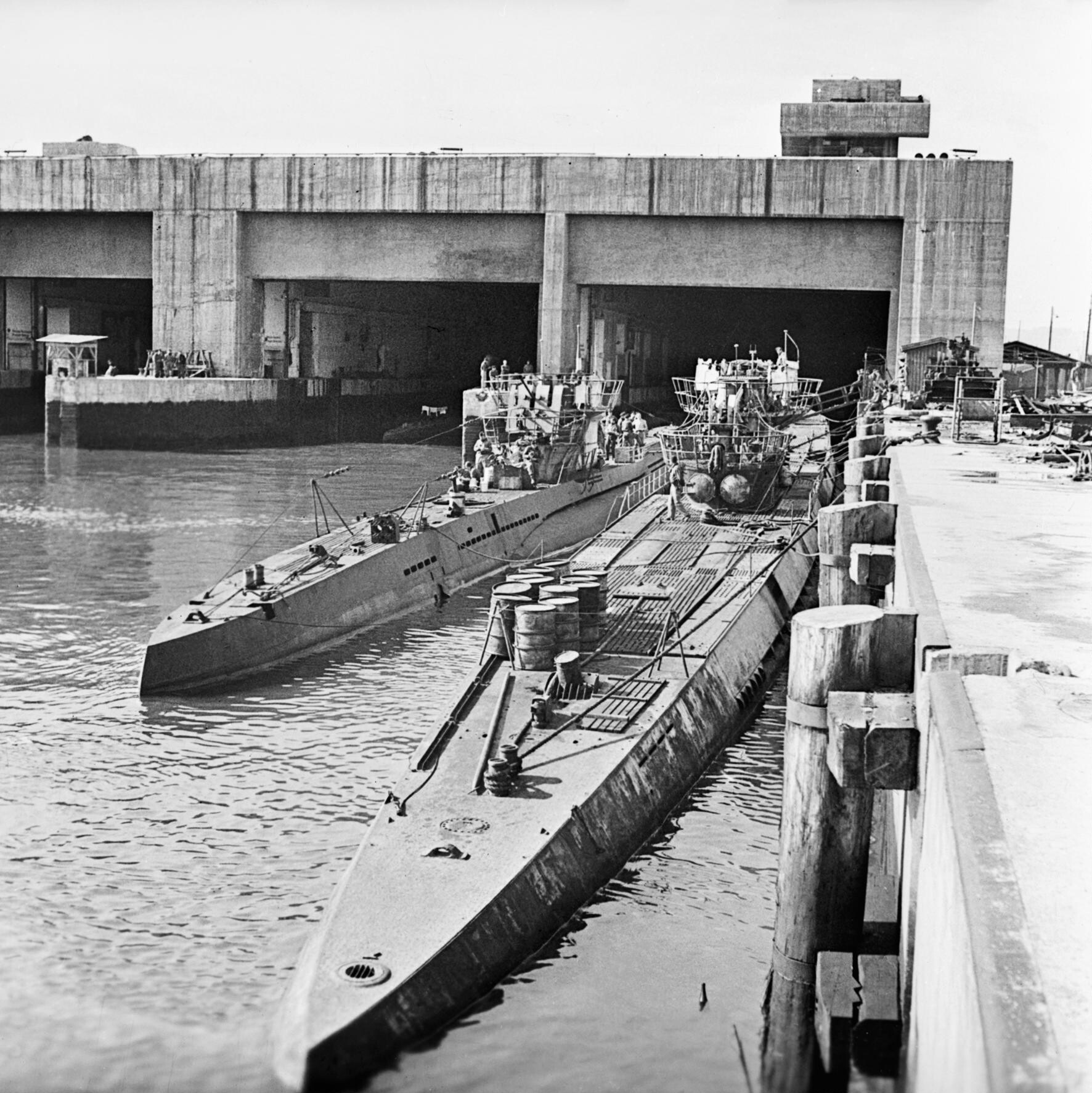
Submarinos alemanes entregados amarrados fuera del búnker de Dora 1 en Trondheim, Noruega, mayo de 1945.

Debido a que la velocidad y el alcance estaban severamente limitados bajo el agua mientras funcionaban con energía proporcionada por las baterías, los submarinos debían pasar la mayor parte del tiempo en la superficie funcionando con motores diésel, sumergiéndose solo cuando eran atacados o en los raros ataques con torpedos durante el día. El diseño de casco más parecido a un barco refleja el hecho de que se trataba principalmente de embarcaciones de superficie que podían sumergirse cuando fuera necesario. Esto contrasta con el perfil cilíndrico de los submarinos nucleares modernos, que son más hidrodinámicos bajo el agua (donde pasan la mayor parte del tiempo), pero menos estables en la superficie. Si bien los submarinos eran más rápidos en la superficie que sumergidos, en general ocurre lo contrario con los submarinos modernos. El ataque de submarinos más común durante los primeros años de la guerra se llevó a cabo en la superficie y de noche. Este período, antes de que las fuerzas aliadas desarrollaran tácticas de guerra antisubmarinas verdaderamente efectivas, que incluían convoyes, fue denominado por los submarinistas alemanes como "Die glückliche Zeit" (en español: Temporada afortunada).
Los diez capitanes alemanes más destacados en la guerra submarina:
- Otto Kretschmer hundió 44 buques con 266 629 t
- Wolfgang Lüth hundió 43 buques con 225 712 t
- Eric Topp hundió 34 buques con 193 684 t
- Karl Friedrich Merten hundió 29 buques con 186 064 t
- Victor Schütze hundió 34 buques con 171 164 t
- Herbert Schultze hundió 26 buques con 171 122 t
- Georg Lassen hundió 28 buques con 167 601 t
- Heinrich Lehmann-Willenbrock hundió 22 buques con 166 596 t
- Heinrich Liebe hundió 30 buques con 162 333 t
- Günther Prien hundió 28 buques con 160 939 t

Estos sumergibles operaron en todos los océanos del planeta, llegando incluso a las costas de América y hasta el Ártico. Hasta mediados de 1943 fueron superiores a las naves de los aliados. Pero con la introducción del radar y la táctica de la cobertura aérea continua a los convoyes aliados, los submarinos alemanes pasaron de ser cazadores a víctimas de la caza. Esta situación se mantuvo hasta el final de la guerra, aun cuando los alemanes introdujeron en el teatro de operaciones nuevos submarinos, como los del Tipo XXI, que llegaron tarde como para revertir los resultados.
El balance final de los resultados de la experiencia submarina fue desastroso para la Kriegsmarine: cerca del 80 % de sus submarinos fueron destruidos, 28 000 de sus 40 000 tripulantes murieron y 8.000 fueron capturados. Esto demuestra lo dura que fue la guerra submarina durante la Segunda Guerra Mundial.

### Tipos de sumergibles y submarinos

Sección transversal de un submarino de tipo VII

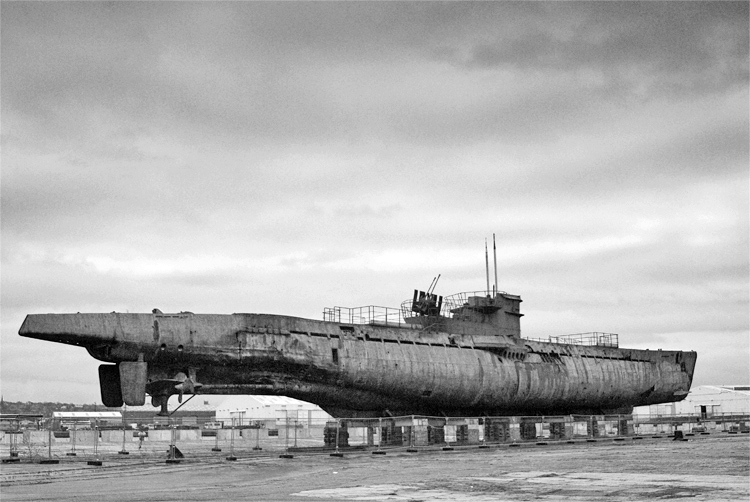
U-534, un submarino tipo IX

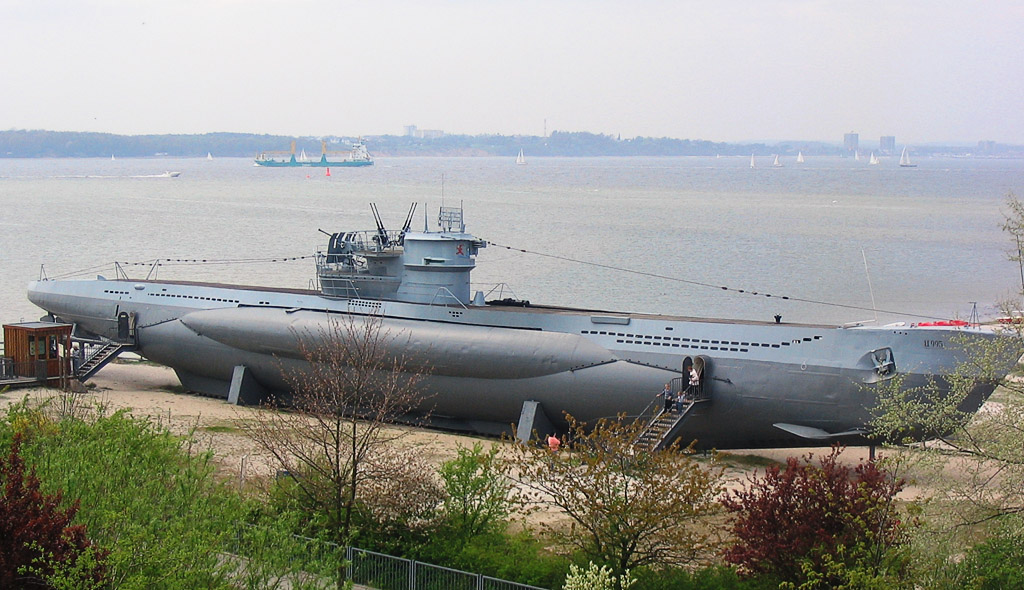
El U-995, expuesto en el Marine-Ehrenmal Laboe, Alemania.

#### Clases de U-Boot Construidos

##### Submarinos de altamar
- Tipo I: sumergibles oceánicos construidos a mediados de la década de 1930.

- Tipo VII: el más numeroso durante la Segunda Guerra Mundial.
  - Tipo VIIA
  - Tipo VIIB
  - Tipo VIIC
  - U-flak
  - Tipo VIIC/41
  - Tipo VIIC/42
  - Tipo VIID
  - Tipo VIIF

- Tipo IX: sumergibles grandes, diseñados para operar en largas distancias.
  - Tipo IXA
  - Tipo IXB
  - Tipo IXC
  - Tipo IXC/40
  - Tipo IXD 1
  - Tipo IXD 2
  - Tipo IXD/42

- Tipo X: submarino minador de largo alcance y transportes de carga
  - Tipo XA
  - Tipo XB

- Tipo XIV: sumergibles de abastecimiento; apodado el Milchkuh ("vaca lechera")

- Tipo XXI: los primeros submarinos modernos, conocidos como Elektroboote.

##### Submarinos litorales
- Tipo II: pequeños sumergibles costeros, también llamados Einbäume.
  - Tipo IIA
  - Tipo IIB
  - Tipo IIC
  - Tipo IID

- Tipo XVII: pequeños submarinos costeros propulsados por sistemas experimentales de propulsión de peróxido de hidrógeno
  - Tipo XVIIA
  - Tipo XVIIB
  - Tipo XVIIG
  - Tipo XVIIK

- Tipo XXIII: modernos submarinos costeros, construidos a finales de la guerra.

##### Submarinos enanos
- Neger: torpedo tripulado.
- Marder: torpedo tripulado.
- Molch: el primer minisubmarino real de la Kriegsmarine.
- Biber: minisubmarino monoplaza.
- Tipo XXVIIA Hecht: minisubmarino.
- Tipo XXVIIB Seehund: minisubmarino.

#### Clases de U-boot incompletos
Durante la Segunda Guerra Mundial, la Alemania nazi y la Kriegsmarine consideró varios diseños de submarinos para operaciones especializadas o para mejorar el rendimiento de los submarinos. Muchos de estos diseños no llegaron a buen término por diversas razones. Algunos fueron abandonados debido a consideraciones prácticas. Otros al final fueron abandonados, ya que las fuerzas aliadas invadieron los astilleros.

##### Submarinos de altamar
- Tipo III: Fue un proyecto de 1934 para un minador construido a propósito basado en el submarino tipo IA . El Tipo III U-Boat habría sido similar al Tipo IA, pero con un casco alargado en 7.5 m, y un desplazamiento total de 970 toneladas. El U-Boat Tipo III fue planeado para transportar un armamento de 54 a 75 minas (dependiendo del tipo transportado), dos cañones de cubierta de 105 mm y un cañón antiaéreo de 20 mm.
- Tipo IIIA: Era un minador planeado similar al submarino tipo IA. Hubiera tenido un casco exterior más grande que el Tipo IA, y presentara un hangar cilíndrico grande y hermético en la cubierta de popa, que habría llevado dos pequeños torpederos a motor. El bote habría transportado 48 minas, y usó los botes más pequeños para ayudar a colocar y recuperar minas. El proyecto fue descartado como poco práctico.
- Tipo IV: Fue un submarino planeado para reabastecimiento y reparación, destinado a encontrarse con otros submarinos en el mar y reabastecerse con torpedos, combustible, alimentos / agua y repuestos, y también ser capaz de realizar trabajos de reparación ligeros.
- Tipo VI: Fue una conversión planificada de submarinos tipo IA para correr sumergidos y emergidos de la propulsión de vapor.
- Tipo VIIE: Fue planeado para utilizar un motor liviano y, con el peso ahorrado, aumentar el grosor del casco de presión, lo que permite mayores profundidades de buceo. El proyecto fue cancelado
- Tipo VIII: Hay poca información disponible sobre el submarino tipo VIII, aparte de lo que se planeó para la producción en caso de movilización en 1935
- Tipo XV y Tipo XVI: Estaban destinados a grandes embarcaciones de transporte y reparación (5.000 toneladas y 3.000 toneladas, respectivamente) destinadas a transportar torpedos, alimentos y petróleo como carga. El diseño del motor debía ser el mismo que para el VIIC. No se otorgaron contratos para estos barcos.

- Tipo XVIII: Fue un proyecto para un bote de ataque utilizando el sistema de propulsión Walter. Dos embarcaciones ( U-796 y U-797 ) se establecieron en 1943, pero la construcción se canceló en marzo de 1944.
- Tipo XIX: Fue un proyecto para un submarino de transporte desarmado, basado en la capa de mina Tipo XB.
- Tipo XX: Fue otro proyecto para un submarino de transporte basado en el Tipo XB; habría tenido un casco más corto que el Tipo XB, pero tenía una viga y un calado mayores. En 1943 se establecieron treinta submarinos tipo XX, pero la construcción se detuvo en 1944. En agosto de 1944, la construcción de tres submarinos tipo XX ( U-1701 , U-1702 y 1703 ) se reanudó, pero nuevamente se detuvo a principios de 1945.
- Tipo XXIV : Fue un diseño de 1943 para un submarino oceánico utilizando el sistema Walter. Debía tener 14 tubos de torpedos, seis en la proa y cuatro a cada lado a popa.
- Tipo XXVI: Era un submarino de alta mar propulsado por el sistema Walter. Habrían tenido una tripulación de tres oficiales y 30 hombres, con diez tubos de torpedos, cuatro en la proa y seis en un llamado órgano de Schnee, y sin armas de cubierta; Inicialmente se otorgaron 100 contratos al astillero Blohm & Voss en Hamburgo ( U-4501 a U-4600 ) y se estaban construyendo secciones para U-4501 a U-4504 cuando terminó la guerra. Los otros contratos habían sido cancelados.
- U-Boot lanzamisiles: Fue un proyecto militar abandonado para crear el primer submarino de misiles balísticos. Fue concebido por la Alemania nazi durante la Segunda Guerra Mundial. Los planes para el cohete U-boat incluyeron un ataque a la ciudad de Nueva York con cohetes V-2 recién inventados.

##### Submarinos litorales
- Tipo XII: Fue un diseño de 1938. Tenía ocho tubos de torpedos, seis en la proa y dos en la popa, y debía transportar 20 torpedos. El armamento del arma debía ser el mismo que para los barcos tipo IX. Tamaño diseñado igual que el modelo IXD versión IX más grande y posterior, pero con motores y motores aun más potentes planeados, lo que permite velocidades más rápidas tanto por encima como por debajo de la superficie. No se otorgaron contratos para estos barcos.
- Tipo XXII: Fue diseñado para uso costero y mediterráneo. Utilizaron el sistema de propulsión de Walter y habrían tenido una tripulación de dos oficiales y 10 hombres. Debían tener tres tubos de torpedos, dos en la proa (debajo del CWL) y uno detrás del puente (arriba del CWL). Inicialmente, se otorgaron 72 contratos a Howaldtswerke (36 para el astillero en Hamburgo y 36 en Kiel), pero de esos, solo dos se habían establecido y habían recibido números de U-boat ( U-1153 y U-1154 ) antes de que fueran todo cancelado a fines de 1943.
- Tipo XIII: Fue un desarrollo adicional del submarino costero tipo II, con cuatro tubos de torpedos y un cañón antiaéreo de 20 mm. No se otorgaron contratos para estos barcos.
- Tipo XXV: Estaban destinados a ser barcos de propulsión eléctrica solo para uso costero. El diseño era de 160 toneladas con una tripulación de unos 58 hombres y habría tenido dos tubos de torpedos instalados en la proa.

##### Submarino portaaviones
- Tipo XI: Fue planeado como un bote de artillería; su armamento principal habría sido cuatro cañones de 128 mm, en dos torretas de cañones gemelos. También habría llevado un hidroavión plegable Arado Ar 231. Cuatro embarcaciones ( U-112, U-113, U-114 y U-115 ) fueron establecidas en 1939, pero canceladas al estallar la Segunda Guerra Mundial. Si se hubiera construido el submarino tipo XI, habría tenido un diseño de casco completamente nuevo y un desplazamiento sumergido de 4.650 toneladas; habría sido, con mucho, el mayor de los submarinos y el segundo submarino diésel más grande después de los japoneses, submarino clase I-400. Su propósito era involucrar a los barcos (incluidos los escoltas) en duelos de artillería a un alcance relativamente largo, y luego zambullirse si se encontraban dentro de una cierta distancia umbral. Muchas escoltas antisubmarinas de la Segunda Guerra Mundial, incluidas las corbetas Flower, habrían sido demasiado pequeñas y estaban muy mal equipadas con cañones delanteros para hacer frente a este enfoque.

##### Submarino enanos
- Tipo V: Fue un submarino experimental enano diseñado por Hellmuth Walter utilizando su turbina alimentada con peróxido de hidrógeno. Solo se construyó un barco, el V-80.

### Estadísticas de la guerra submarina
El arma submarina alemana disponía el 1 de septiembre de 1939 de un total de 57 sumergibles. Desde ese día hasta el 8 de mayo de 1945 fueron puestos en servicio otros 1113 sumergibles y submarinos, de los cuales 1099 fueron construidos en astilleros germanos, diez capturados al enemigo y cuatro construidos en astilleros extranjeros. De estas 1170 unidades, 863 intervinieron en acciones de guerra. En zonas de combate se perdieron 630 sumergibles y submarinos, de los cuales 603 lo fueron por acción directa del enemigo, veinte por causas desconocidas y siete por accidentes. En territorio patrio, y en puertos y refugios, se perdieron por ataques del enemigo y minas un total de 81 unidades y otras 42 en accidentes.
Al desalojar las bases al final de la guerra, 215 submarinos y sumergibles fueron volados por la propia tripulación en la Operación Regenbogen, 38 sufrieron daños irreparables durante la guerra o se anticuaron de tal forma que debieron ser dados de baja, once fueron entregados a marinas extranjeras, cedidos o internados, y 153 fueron trasladados a puertos extranjeros al acabar la guerra.
Desde 1939 hasta 1945 se hundieron con torpedos, artillería y minas un total de 2779 buques de carga, pasaje y petroleros de diferentes nacionalidades con un registro de 14 119 413 TMB. Además fueron hundidos los siguientes buques de guerra: dos acorazados, tres portaaviones de escuadra, tres portaaviones de escolta, seis cruceros, 34 destructores, 18 destructores de escolta, dos fragatas, 26 corbetas, trece balandros, 10 dragaminas de altura, nueve sumergibles, tres cazasubmarinos costeros, tres lanchas rápidas y de desembarco, trece unidades de desembarco, dos buques almacén y un buque de apoyo. También se averiaron otros 45 de diversas categorías. De los 40 000 hombres asignados a las U-Bootwaffen solo sobrevivieron 12 000, el 70 % de los hombres perdió la vida en alta mar.

#### Pérdidas por año de guerra
- 1939: 9 unidades
- 1940: 24 unidades
- 1941: 35 unidades
- 1942: 87 unidades
- 1943: 237 unidades
- 1944: 242 unidades
- 1945: 151 unidades
- Total: 785 submarinos perdidos

- Supervivientes: 108 unidades (12,0 %)

#### Causa de las pérdidas totales
- Por acción naval: 246 submarinos (31,33 %)
- Por acción aérea desde bases: 245 submarinos (31,21 %)
- Por acción aviación embarcada: 43 submarinos (5,5 %)
- Por acción aérea desde bases y aviación embarcada: 2 submarinos (0,25 %)
- Por acción aeronaval: 48 submarinos (6,11 %)
- Por submarinos: 21 submarinos (2,7 %)
- Por incursiones aéreas: 62 submarinos (7,9 %)
- Por minas de aviones: 16 submarinos (2,0 %)
- Por minas de buques: 9 submarinos (1,14 %)
- Por causas varias: 64 submarinos (8,15 %)
- Por causas desconocidas (minas, fallos propios, fuego amigo, etc.): 29 submarinos (3,7 %)

Nota: Siendo 249 los efectivos perdidos por la Kriegsmarine.

## Después de la Segunda Guerra Mundial y la Guerra Fría (después de 1945)

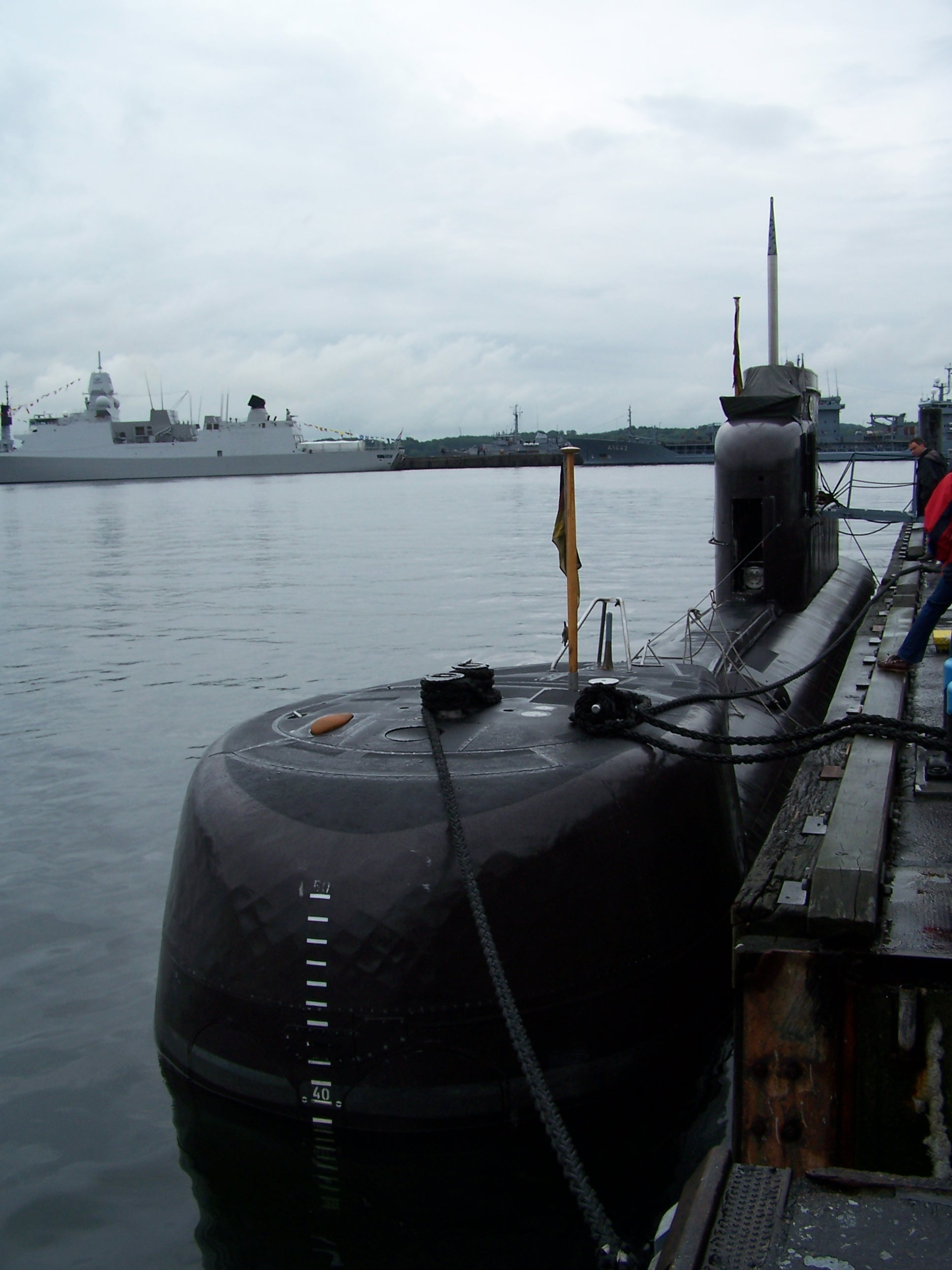
U-15, un submarino Tipo 206, de la Deutsche Marine en la Semana de Kiel, año 2007.

La Volksmarine, la armada de la República Democrática Alemana (Alemania Oriental, bajo influencia soviética y miembro del Pacto de Varsovia), nunca tuvo submarinos aunque sí barcos antisubmarinos.
Respecto a Occidente, a partir de 1955, se permitió a la Bundesmarine de Alemania Occidental tener una pequeña armada. Inicialmente, se levantaron y repararon dos Tipo XXIII hundidos y un Tipo XXI. En la década de 1960, la República Federal de Alemania (Alemania Occidental) volvió a tener interés por los submarinos. Debido a que Alemania Occidental estaba inicialmente restringida a un límite de desplazamiento de 450 toneladas, la Bundesmarine se centró en pequeños submarinos costeros para protegerse contra la amenaza de la Unión de Repúblicas Socialistas Soviéticas en el Mar Báltico. Los alemanes buscaron utilizar tecnologías avanzadas para compensar el pequeño desplazamiento, como un acero magnético para protegerse contra las minas navales y detectores de anomalías magnéticas.
El Tipo 201 inicial fue un fracaso debido al agrietamiento del casco; el siguiente Tipo 205, encargado por primera vez en 1967, fue un éxito y se construyeron 12 para la marina alemana. Para continuar con la tradición de los submarinos, los nuevos barcos recibieron la designación clásica de U comenzando con el U-1.
Con la compra por parte del gobierno danés de dos barcos Tipo 205, el gobierno de Alemania Occidental se dio cuenta del potencial del submarino como exportación, desarrollando una versión personalizada del Tipo 207. Se construyeron submarinos pequeños y ágiles durante la Guerra Fría para operar en el mar Báltico poco profundo y atacar al Pacto de Varsovia, lo que resultó en el Tipo 206. Tres de los barcos Tipo 206 mejorados se vendieron más tarde a la Armada israelí, convirtiéndose en el Tipo 540. El Tipo 209 alemán, un submarino diésel-eléctrico, fue el submarino de exportación y venta más popular del mundo desde finales de la década de 1960 hasta los primeros años del siglo XXI. Con un desplazamiento más grande de 1.000-1.500 toneladas, la clase era muy personalizable y ha tenido servicio con 14 armadas con 51 ejemplos en construcción a partir de 2006. Alemania continuaría cosechando éxitos con derivaciones o sobre la base del exitoso tipo 209, como son el Tipo 800 vendido a Israel y el TR-1700 vendido a Argentina.
Alemania seguiría teniendo éxito como exportador de submarinos a medida que el Klasse 210 vendido a Noruega, considerado los submarinos más silenciosos y maniobrables del mundo. Esto demostraría su capacidad y pondría su sello de exportación en el mundo.

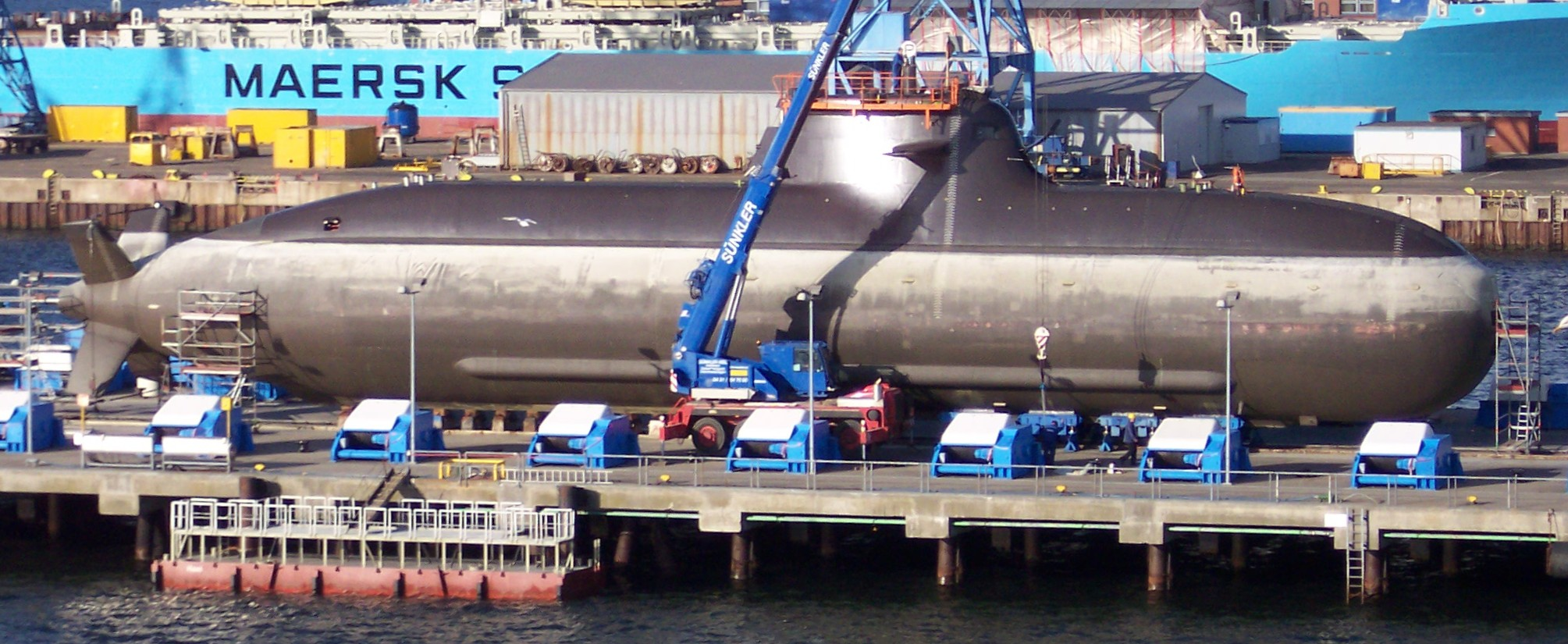
Submarino Tipo 212 con propulsión independiente del aire de la Armada alemana en el muelle de HDW/Kiel.

Alemania ha traído el nombre de submarino al siglo XXI con el nuevo Tipo 212. El 212 cuenta con un sistema de propulsión independiente del aire que utiliza pilas de combustible de hidrógeno. Este sistema es más seguro que los motores diésel de ciclo cerrado y las turbinas de vapor anteriores, más barato que un reactor nuclear y más silencioso que ambos. Si bien Italia y Noruega también están comprando el Tipo 212, el Tipo 214 se ha diseñado como modelo de exportación de seguimiento y se ha vendido a Grecia, Corea del Sur, Turquía, y con base en él se obtendría el Tipo U 209PN vendido a Portugal.
En los últimos años, Alemania introdujo nuevos modelos como el Tipo 216 y el Tipo 218, este último se vendió a Singapur.
En 2016, Alemania encargó su submarino más nuevo, el U-36, un Tipo 212.